# Mikivsuk Thomassen
Mikivsuk P. Thomassen (født 7. september 1980) er en grønlandsk politiker. Hun var medlem af Grønlands parlament, Inatsisartut, for Inuit Ataqatigiit fra 2018 til 2025, heraf fra 2021 til 2025 som stedfortræder i parlamentet.
Mikivsuk Thomassen stammer fra Qaanaaq og er socialarbejder. Hun stillede op første gang som kandidat for Inuit Ataqatigiit ved kommunalvalget i 2017 i Avannaata Kommune og blev anden stedfortræder for sit parti i kommunen. Ved parlamentsvalget i Grønland i 2018 blev hun med 116 stemmer valgt til Grønlands parlament, Inatsisartut. Ved parlamentsvalget i 2021 opnåede hun 95 stemmer og blev første stedfortræder for Inuit Ataqatigiit. Hun sad i parlamentet som stedfortræder i hele valgperioden. Ved kommunalvalget samme dag blev hun kun stedfortræder nummer tre. Ved parlamentsvalget i 2025 opnåede hun kun en plads som sjette stedfortræder og forlod dermed Inatsisartut.